# Димітрув-Дужи
Димітрув-Дужи (пол. Dymitrów Duży) — село в Польщі, у гміні Баранув-Сандомерський Тарнобжезького повіту Підкарпатського воєводства.
Населення — 382 особи (2011).
У 1975-1998 роках село належало до Тарнобжезького воєводства.

## Демографія
Демографічна структура станом на 31 березня 2011 року:
|          | Загалом | Допрацездатний вік | Працездатний вік | Постпрацездатний вік |
| -------- | ------- | ------------------ | ---------------- | -------------------- |
| Чоловіки | 191     | 38                 | 129              | 24                   |
| Жінки    | 191     | 42                 | 109              | 40                   |
| Разом    | 382     | 80                 | 238              | 64                   |